# R. A. W. Rhodes
 (février 2025).
 (juillet 2024).
Roderick Arthur William Rhodes (né le 15 août 1944), souvent cité sous le nom de R. A. W. Rhodes, est un professeur de sciences politiques britannique.

## Biographie
Rod Rhodes est professeur de gouvernement à l'Université de Southampton (Royaume-Uni) et directeur du Centre d'ethnographie politique. Il est également professeur émérite de politique à l'Université de Newcastle (Royaume-Uni). Auparavant, il a été professeur de gouvernement à l'université Griffith (2012-2015) ; directeur du « Programme Whitehall » du Conseil de recherche économique et sociale du Royaume-Uni (1994-1999) ; professeur distingué de sciences politiques à l'université nationale australienne (2006-2011) ; et directeur de l'École de recherche en sciences sociales de l'Université nationale australienne (2007-8). Il est vice-président à vie et ancien président de la Political Studies Association du Royaume-Uni ; membre de l'Académie des sciences sociales d'Australie ; et l'Académie des sciences sociales (Royaume-Uni). Il a également été membre de la Royal Society of Arts, rédacteur en chef de la revue Public Administration : an international quarterly entre 1986 et 2011, et trésorier de l'Australian Political Studies Association, 2004-2011.
Ses livres sur la gouvernance sont abondamment cités.

## Publications
Ses principaux livres sont:
- (en) R. A. W. Rhodes, Beyond Westminster and Whitehall: the sub-central governments of Britain, Winchester, Massachusetts, USA, Unwin Hyman Allen & Unwin, 2003 (1re éd. 1988)
- (en) R. A. W. Rhodes et David Marsh, Policy networks in British government, Oxford, Clarendon Press, Oxford University Press, 1992
- (en) R. A. W. Rhodes et Patrick Dunleavy, Prime minister, cabinet, and core executive, New York, St. Martin's Press, 1995
- (en) R. A. W. Rhodes, Understanding governance: policy networks, governance, reflexivity, and accountability, Buckingham, Philadelphia, Open University Press, 1997
- (en) R. A. W. Rhodes et Mark Bevir, Interpreting British governance, London, New York, Routledge, 2003
- (en) R. A. W. Rhodes et Mark Bevir, The state as cultural practice, Oxford, Oxford University Press, 2010
- (en) R. A. W. Rhodes, Everyday Life in British Government, Oxford, Oxford University Press, 2011
- (en) R. A. W. Rhodes, D. Grube et P. Weller, Comparing Cabinets, Oxford, Oxford University Press, 2021

## Distinctions
Il a reçu plusieurs distinctions:
- 2012 International Research Association for Public Management and Routledge Prize for Outstanding Contribution to Public Management Research.
- 2014 Special Recognition Award by the Political Studies Association of the United Kingdom.
- 2015 Lifetime Achievement Award by the European Consortium for Political Research (ECPR)